# 侍魂 斩红郎无双剑
《侍魂 斩红郎无双剑》是一款由SNK公司制作和发行的格斗类游戏。游戏首先于1995年在街机发行，后于SNK的NEOGEO以及PlayStation发行。
与系列其他作不同的是，本作具有暗色调的美感。
《侍魂 斩红郎无双剑》收到了适度的正面评价。Gamepro称PlayStation是一个非常糟糕的移植版本。